# 菲尔加斯
菲尔加斯（西班牙語：Firgas），是西班牙加那利群岛拉斯帕尔马斯省的一个市镇，位于大加那利岛的北部。总面积16平方公里，总人口7491人（2018年），人口密度480人/平方公里。